# Reduccionismo

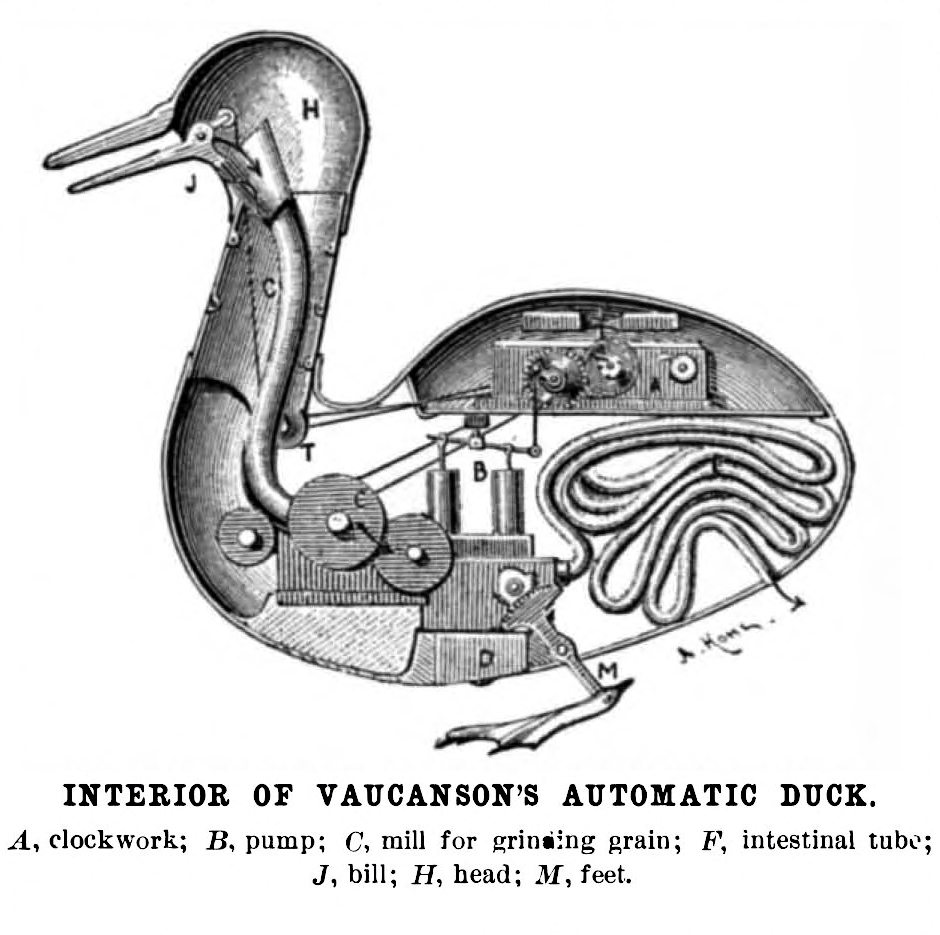
René Descartes, en De homine (1662), sostuvo que los animales no humanos podían ser explicados de manera reduccionista como un autómata; lo que esencialmente significa como versiones mecánicamente más complejas de este Pato con aparato digestivo.

El reduccionismo es el enfoque filosófico según el cual la reducción es necesaria y suficiente para resolver diversos problemas de conocimiento.

## Concepto
Puesto que la reducción, una operación epistémica, se puede practicar sobre diferentes objetos, la estrategia reduccionista constituye, en realidad, un conjunto de tesis ontológicas, gnoseológicas y metodológicas acerca de la relación entre diferentes ideas o campos científicos. Lo que esas tesis tienen en común es la idea de que las propiedades (reducción ontológica), conceptos, explicaciones o métodos (reducción gnoseológica) de un campo de investigación pueden ser reducidos — o sea, según el caso, analizados en términos de... identificados con... explicados por... o sustituidos por...— las propiedades, conceptos, explicaciones o métodos de otro campo de investigación que, por lo general, se refiere a un nivel de investigación inferior.
Por ejemplo, se ha intentado en diversas ocasiones reducir la biología a la química o la física. En este caso, el reduccionista afirma que la biología «no es más que» o «es en última instancia» química o física, con lo que niega que la biología se refiera a propiedades que están más allá del alcance de la química o la física o incluya conceptos, explicaciones o métodos propios, que no pertenecen al ámbito de la química o física. Los correspondientes supuestos reduccionistas ontológicos serían que los organismos no son más que agregados de sustancias químicas y que las sustancias químicas no son más que átomos físicos. Con lo dicho, queda claro que el problema del reduccionismo o, mejor dicho, el problema de la reducción, es pertinente respecto de otros problemas básicos de la filosofía y, en particular, de la filosofía de la ciencia, entre ellos los de la estructura de las teorías científicas, las relaciones interdisciplinarias, la naturaleza de la explicación, la unidad del método científico y de la ciencia en general, así como con respecto a problemas metafísicos tales como el de la emergencia.
Es importante notar que si bien el reduccionismo siempre está basado en la reducción, el uso de la reducción no supone necesariamente el reduccionismo. Como cualquier otra herramienta, la reducción puede ser utilizada de manera moderada o extrema. Es este último caso el que constituye la columna vertebral del reduccionismo radical. Es por ello que la ciencia no tiene por qué responder necesariamente a la filosofía reduccionista, a pesar de su uso intensivo de la reducción y de los enormes éxitos que la estrategia reductiva ha reportado en términos de conocimiento científico. Así pues, se puede sostener que los procesos mentales son reducibles a procesos cerebrales (hipótesis de la identidad mente-cerebro), lo que constituye una reducción ontológica, y a la vez rechazar la reducción (total) de la psicología a la neurofisiología. Aun en sus casos más exitosos, lo más habitual es que las reducciones solo sean parciales, no totales.

## Tipos
La mayoría de los filósofos delinean tres tipos de reduccionismo y antirreduccionismo.

### Reduccionismo ontológico
El reduccionismo ontológico es la creencia de que la realidad se reduce a un determinado número de entidades o sustancias mínimas, y cuyas interacciones entre sí dan lugar a todo lo demás. Esta afirmación suele ser metafísica, y es más comúnmente una forma de pluralismo fundamental, en efecto afirma que todos los objetos, propiedades y/o eventos son reducibles a un número de objetos y sus interacciones. (Un dualista que sea reduccionista ontológico creería que todo es reducible a dos sustancias -como un posible ejemplo, un dualista podría afirmar que la realidad está compuesta de "materia" y "espíritu").
Richard Jones divide el reduccionismo ontológico en dos: el reduccionismo de las sustancias (por ejemplo, la reducción de la mente a la materia) y la reducción del número de estructuras que operan en la naturaleza (por ejemplo, la reducción de una fuerza física a otra). Esto permite a los científicos y a los filósofos afirmar lo primero y ser antirreduccionistas en lo segundo.
Nancey Murphy ha afirmado que hay dos especies de reduccionismo ontológico: uno que afirma que los conjuntos no son más que sus partes; y el reduccionismo atomista, que afirma que los conjuntos no son "realmente reales". Ella admite que la frase "realmente real" no tiene aparentemente sentido, pero ha tratado de explicar la supuesta diferencia entre ambas.
El reduccionismo ontológico niega la idea de emergencia ontológica, y afirma que la emergencia es un fenómeno epistemológico que sólo existe a través del análisis o la descripción de un sistema, y que no existe fundamentalmente.
El reduccionismo ontológico adopta dos formas: el reduccionismo ontológico simbólico y el reduccionismo ontológico de tipo.[cita requerida]
El ontológico de fichas es la idea de que todo elemento que existe es un elemento de suma. Para los ítems perceptibles, afirma que todo ítem perceptible es una suma de ítems con menor grado de complejidad. La reducción ontológica simbólica de las cosas biológicas a las químicas está generalmente aceptada.
El reduccionismo ontológico de tipo es la idea de que todo tipo de ítem es una suma de tipos de ítems, y que todo tipo de ítem perceptible es una suma de tipos de ítems con menor grado de complejidad. La reducción ontológica de tipo de las cosas biológicas a las químicas es a menudo rechazada.
Michael Ruse ha criticado el reduccionismo ontológico como un argumento inadecuado contra el vitalismo.

### Reduccionismo metodológico
El reduccionismo metodológico es la posición de que la mejor estrategia científica es intentar reducir las explicaciones a las entidades más pequeñas posibles. En un contexto biológico, esto significa intentar explicar todos los fenómenos biológicos en términos de sus procesos bioquímicos y moleculares subyacentes. Reivindicación de la eficacia se demuestra que el gen -unidad de la herencia clásica- es el ácido desoxirribonucleico (ADN), una macromolécula.

### Reduccionismo de la teoría
La reducción de la teoría es el proceso por el cual una teoría más general absorbe una teoría especial. Por ejemplo, tanto las leyes de Kepler del movimiento de los planetas como las teorías del movimiento de Galileo formuladas para los objetos terrestres son reducibles a las teorías newtonianas de la mecánica porque todo el poder explicativo de las primeras está contenido en las segundas. Además, la reducción se considera beneficiosa porque la mecánica newtoniana es una teoría más general, es decir, explica más acontecimientos que la de Galileo o la de Kepler. Además de las teorías científicas, la reducción de la teoría, en general, puede ser el proceso por el cual una explicación subsume a otra.

## En la ciencia
El pensamiento y los métodos reduccionistas constituyen la base de muchos de los temas bien desarrollados de la ciencia moderna, incluyendo gran parte de la física, la química y la biología molecular. La mecánica clásica, en particular, se considera un marco reduccionista. Por ejemplo, entendemos el sistema solar en términos de sus componentes (el sol y los planetas) y sus interacciones. La mecánica estadística puede considerarse como una conciliación de las Principios de la termodinámica macroscópica con el método reduccionista de explicar las propiedades macroscópicas en términos de componentes microscópicos, aunque se ha argumentado que la reducción en física "nunca llega hasta el final en la práctica".
En ciencia, el reduccionismo implica que ciertos temas de estudio se basan en áreas que estudian escalas espaciales o unidades organizativas más pequeñas. Si bien es comúnmente aceptado que los fundamentos de la química se basan en la física, y que la biología molecular se basa en la química, afirmaciones similares se vuelven controvertidas cuando se consideran búsquedas intelectuales menos rigurosamente definidas. Por ejemplo, las afirmaciones de que la sociología se basa en la psicología, o de que la economía se basa en la sociología y la psicología serían recibidas con reservas. Estas afirmaciones son difíciles de corroborar, a pesar de que existen asociaciones obvias entre estos temas (por ejemplo, la mayoría estaría de acuerdo en que la psicología puede afectar e informar a la economía). El límite de la utilidad del reduccionismo proviene de propiedades emergentes de los sistemas complejos, que son más comunes en ciertos niveles de organización. Por ejemplo, ciertos aspectos de la psicología evolutiva y la sociobiología son rechazados por algunos que afirman que los sistemas complejos son intrínsecamente irreductibles y que se necesita un método holístico para entenderlos.
Algunos reduccionistas fuertes creen que las ciencias del comportamiento deberían convertirse en disciplinas científicas "genuinas" basadas en la biología genética, y en el estudio sistemático de la cultura (véase el concepto de memes de Richard Dawkins). En su libro El relojero ciego, Dawkins introdujo el término "reduccionismo jerárquico" para describir la opinión de que los sistemas complejos pueden describirse con una jerarquía de organizaciones, cada una de las cuales sólo se describe en términos de los objetos de un nivel inferior en la jerarquía. Proporciona el ejemplo de un ordenador, que utilizando el reduccionismo jerárquico se explica en términos de funcionamiento de disco duro, procesadores y memoria, pero no en el nivel de puertas lógicas, o en el nivel aún más simple de electrones en un medio semiconductor.
Otros sostienen que el uso inadecuado del reduccionismo limita nuestra comprensión de los sistemas complejos. En particular, el ecologista Robert Ulanowicz dice que la ciencia debe desarrollar técnicas para estudiar las formas en que las escalas más grandes de organización influyen en las más pequeñas, y también las formas en que los bucles de retroalimentación crean la estructura en un nivel determinado, independientemente de los detalles en un nivel inferior de organización. Defiende (y utiliza) la teoría de la información como marco para estudiar la propensidades en los sistemas naturales. Ulanowicz atribuye estas críticas al reduccionismo al filósofo Karl Popper y al biólogo Robert Rosen.
Stuart Kauffman ha argumentado que la teoría de los sistemas complejos y fenómenos como la emergencia plantean límites al reduccionismo. La emergencia es especialmente relevante cuando los sistemas muestran historicidad. La emergencia está muy relacionada con la no linealidad. Se afirma que los límites de la aplicación del reduccionismo son especialmente evidentes en los niveles de organización con mayor complejidad, incluyendo las células vivas, redes neuronales, ecosistemas, sociedad, y otros sistemas formados a partir de conjuntos de un gran número de componentes diversos vinculados por múltiples bucles de retroalimentación.
El Premio Nobel Philip Warren Anderson utilizó la idea de que la ruptura de la simetría es un ejemplo de fenómeno emergente en su artículo de 1972 Ciencia "Más es diferente" para argumentar sobre las limitaciones del reduccionismo. Una de las observaciones que hizo fue que las ciencias pueden ordenarse aproximadamente en una jerarquía lineal: física de partículas, física del estado sólido, química, biología molecular, biología celular, fisiología, psicología, ciencias sociales - en el sentido de que las entidades elementales de una ciencia obedecen a los principios de la ciencia que la precede en la jerarquía; Sin embargo, esto no implica que una ciencia sea sólo una versión aplicada de la ciencia que la precede. Escribe que "en cada etapa son necesarias leyes, conceptos y generalizaciones totalmente nuevos, que requieren inspiración y creatividad en la misma medida que en la anterior. La psicología no es biología aplicada ni la biología es química aplicada".
Disciplinas como la cibernética y la teoría de sistemas implican el no reduccionismo, a veces hasta el punto de explicar los fenómenos de un determinado nivel jerárquico en términos de fenómenos de un nivel superior, en cierto sentido, lo contrario del reduccionismo.